# Флаг Узбекской ССР
Флаг Узбе́кской ССР (узб. Ўзбекистон ССР байроғи) — республиканский символ Узбекской ССР. Утвержден 29 августа 1952 года.
Официальной трактовки цветных полос на флагах советских республик не было, но были интерпретации. В частности, считалось, что голубой цвет на флаге символизирует небо или реки Амударью и Сырдарью, белый — хлопок, красный — революционную борьбу рабочих масс. Золотые серп и молот являются символом объединения рабочих и крестьян, а пятиконечная звезда — символом пролетариата.

## История
До этого применялся красный флаг с золотыми надписями на узбекском языке (Ўзбекистон ССР) и русском (Узбекская ССР) в левом верхнем углу.
С 1937 года и начале 1940-х также использовался красный флаг с золотой надписью латиницей OZBEKISTAN SSR и кириллицей Узбекская ССР в левом верхнем углу.
С 1931 по 1937 года был утверждён флаг с аббревиатурой УзССР.

с 22 июля 1925 по 9 января 1926 года
с 9 января 1926 года по 1931 год
с 1931 года по январь 1935 года
с января 1935 года по 1937 год
с 1937 года по 16 января 1941 года
с 16 января 1941 года по 29 августа 1952 года
с 29 августа 1952 года по 18 ноября 1991 года